# Küçüktepe, Varto
Küçüktepe là một xã thuộc huyện Varto, tỉnh Muş, Thổ Nhĩ Kỳ. Dân số thời điểm năm 2011 là 222 người.